# Eddy Schepers
Eddy Schepers (né le 12 décembre 1955 à Tirlemont) est un coureur cycliste belge, d'un mètre 70 et de 60 kg (1). Professionnel de 1978 à 1990, il a notamment remporté le Tour de l'Avenir. Il a participé huit fois au Tour de France et a accompagné l'Irlandais Stephen Roche dans son doublé Tour d'Italie-Tour de France en 1987, avec l'équipe Carrera.

## Biographie
Eddy Scheppers a accompli, dans un premier temps, entre 1971 et 1975, une bonne entrée en matière chez les débutants, les juniors, puis les amateurs, en gagnant par exemple le prix de Namur en 1971, le prix de Vlliers-le-Bouillet et de Jambes en 1972, 27 épreuves en 1973 durant laquelle il termine 12e du championnat d'Europe juniors, 21 épreuves en 1974 et enfin, 9 courses en amateur en 1975 (1).

## Palmarès

### Palmarès amateur
- 1974
  - Trophée des Flandres
- 1975
  - 2e de Romsée-Stavelot-Romsée
- 1976
  -  Champion de Belgique sur route amateurs
  - Champion du Brabant sur route
- 1977
  - Tour des régions italiennes :
    - Classement général
    - 4e étape

  - Classement général de l'Étoile hennuyère
  - Tour de Namur :
    - Classement général
    - 3e et 5e étapes

  - Classement général du Tour de l'Avenir
  - 2e du Grand Prix Vic. Bodson
  - 2e de l'Archer Grand Prix

### Palmarès professionnel
- 1978
  - 3e du Tour de l'Aude
- 1979
  - 2e du championnat de Belgique sur route
  - 3e de la Flèche brabançonne
  - 5e de Liège-Bastogne-Liège
  - 7e de Paris-Nice
  - 9e du Grand Prix du Midi Libre
- 1980
  - 3e du championnat de Belgique sur route
  - 10e de Liège-Bastogne-Liège
- 1981
  - 5e du Critérium du Dauphiné libéré
  - 6e de Liège-Bastogne-Liège
  - 6e du Championnat de Zurich
  - 7e du Grand Prix de Francfort
  - 8e de la Flèche wallonne
  - 10e du Tour de Suisse
- 1983
  - 4e de la Flèche wallonne
- 1985
  - 1re étape du Tour de Romandie
- 1986
  - 10e de Paris-Nice
- 1987
  - 1re étape de Paris-Nice (contre-la-montre par équipes)
  - 3e étape du Tour d'Italie (contre-la-montre par équipes)
  - 2e étape du Tour de France (contre-la-montre par équipes)
  - 8e de Liège-Bastogne-Liège
- 1988
  - 9e du Tour d'Espagne

## Résultats sur les grands tours

### Tour de France
8 participations
- 1979 : 15e
- 1980 : 26e
- 1981 : 16e
- 1985 : 14e
- 1986 : 37e
- 1987 : 30e, vainqueur de la 2e étape (contre-la-montre par équipes)
- 1988 : abandon (12e étape)
- 1989 : abandon (14e étape)

### Tour d'Italie
6 participations
- 1982 : 11e
- 1983 : 12e
- 1984 : 12e
- 1986 : 23e
- 1987 : 12e, vainqueur de la 3e étape (contre-la-montre par équipes)
- 1989 : 22e

### Tour d'Espagne
2 participations
- 1988 : 9e
- 1990 : 85e